# Everardia vareschii
Everardia vareschii är en halvgräsart som beskrevs av Bassett Maguire. Everardia vareschii ingår i släktet Everardia och familjen halvgräs. Inga underarter finns listade i Catalogue of Life.